# 도브 (1997년 영화)
《도브》(영어: The Wings of the Dove)는 영국에서 제작된 이언 소프틀리 감독의 1997년 로맨틱 드라마 영화이다. 헬레나 보넘 카터, 앨리슨 엘리엇, 라이너스 로치 등이 출연하였고, 스티븐 에번스 등이 제작에 참여하였다.

## 출연진
- 헬레나 보넘 카터
- 앨리슨 엘리엇
- 라이너스 로치
- 엘리자베스 맥거번
- 샬럿 램플링
- 앨릭스 제닝스
- 마이클 갬본

## 기타 제작진
- 배역: 미셸 기시
- 미술: 존 비어드
- 의상: 샌디 파월